# توماس فریدمن
توماس لورن فریدمن مشهور به توماس فریدمن (به انگلیسی: Thomas Friedman) (متولد ۲۰ ژولای ۱۹۵۳، آمریکا) ژورنالیست، ستون‌نویس و نویسندهٔ آمریکایی است. فریدمن متخصص مباحث سیاست خارجی، خاورمیانه و مسائل زیست‌محیطی است و تاکنون سه بار برندهٔ جایزهٔ پولیتزر شده‌است. وی هم‌اکنون هفته‌ای دو بار برای نیویورک تایمز قلم می‌زند.
متشکرم که دیر آمدید، کتاب فریدمن است که در سال ۲۰۱۶ توسط نشر اشتراوس وژیرو در ۴۹۶ صفحه منتشر شد. این کتاب دربارهٔ دنیای امروز است و می‌خواهد نیروهای اصلی ایجاد تغییر در دنیا را شناسایی و تعریف کند، تأثیر آن‌ها بر مردم و فرهنگ‌های مختلف را توضیح دهد و آنچه را به زعم من مناسب‌ترین ارزش‌ها و واکنش‌ها برای مدیریت این نیروهاست شناسایی کند تا بتوانیم بیشترین بهره را از این نیروها بگیریم.
وی به خاطر حمایتش از جنگ عراق و ولیعهدی محمد بن سلمان در اوایل آن، مورد انتقاد قرار گرفته‌است.

## مباحث مجادله‌آمیز

### اسرائیل
نوام چامسکی فریدمن و نیویورک تایمز، را با ذکر این مطلب که از انتشار اطلاعات مربوطه به پیشنهاد یاسر عرفات مبنی بر آمادگی او برای انجام مذاکرات به رهبری اسرائیل در سال ۱۹۸۴ امتناع ورزیده‌است، متهم به جانب‌گرایی از اسرائیل می‌کند. چامسکی در اوهام واجب و دزدان دریایی و امپراطوری‌ها اینطور می‌نویسد که فریدمن از پیشنهاد عرفات به‌خوبی آگاه بود اما در عوض اینطور گزارش داد که اسرائیل هیچوقت نتوانست کسی را برای مذاکرات پیدا کند.
چامسکی و نورمن فینکلشتاین هردو فریدمن را متهم به صحه گذاشتن بر روابط آمریکایی-اسرائیلی درحالی که دیگران را به موجب توجیه تروریسم گروه‌های اسلامی و عرب‌ها سرزنش می‌کند، متهم می‌کنند. آن‌ها به مقاله‌ای از فریدمن منتشر شده در نیویورک تایمز اشاره می‌کنند که در آن فریدمن از بمباران شهروندان غزه حمایت می‌کند و این توجیه را می‌آورد که با این کار مردم «تعلیم» داده می‌شوند. چامسکی نسبت به این مقالهٔ فریدمن اینطور واکنش نشان داد که: «بر اساس چنین برهانی، تلاش بن لادن برای تعلیم دادن به آمریکایی‌ها در ۱۱ سپتامبر عملی بسیار ستودنی محسوب می‌گردد، همان‌طور که حملات نازی‌ها بر لیدسی و اورادور، تخریب گرونزی توسط پوتین و دیگر عملیاتهای «آموزشی» برجسته در طول تاریخ.»